# Hey, Soul Sister
Hey, Soul Sister är en låt av det amerikanska poprockbandet Train. Den skrevs av sångaren Pat Monahan, Amund Bjørklund och Espen Lind. Den släpptes som ledande singel från bandets femte studioalbum, Save Me, San Francisco. Låten nådde nummer tre på Billboard Hot 100-listan och är Trains hittills högsta låt. Det var den mest sålda låten på iTunes Store 2010.

## Låtlista
CD-singel 
1. "Hey, Soul Sister" – 3:36
2. "The Finish Line" (Patrick Monahan, Sacha Skarbek) – 3:46

Digital nedladdning – remixer 
1. "Hey, Soul Sister" (Karmatronic Radio Edit) – 3:40
2. "Hey, Soul Sister" (Karmatronic Club Mix) – 6:45
3. "Hey, Soul Sister" (Karmatronic Instrumental) – 6:45
4. "Hey, Soul Sister" (Karmatronic Performance) - 3:23
5. "Hey, Soul Sister" (Psyrex Remix) - 3:42